# Photogénie
Photogénie ist ein filmwissenschaftlicher Begriff, der die ästhetische oder poetische Bedeutungssteigerung von Objekten durch ihre filmische Abbildung beschreibt. Maßgeblich geprägt wurde der Begriff in den 1920er Jahren durch Filmtheoretiker wie Louis Delluc und Jean Epstein.
Ursprünglich stammte der Begriff Photogénie aus der Fotografie und beschrieb die Eigenschaft von Objekten, durch die Reflexion von Licht fotografisch abgebildet werden zu können. Delluc und Epstein wandten ihn auf die Filmkunst an und sprachen dem Film die Fähigkeit zu, durch die bewegte Abbildung von Dingen, Personen und Landschaften ihren Ausdruck, ihre Lebendigkeit und Atmosphäre zu steigern und zur Kunst zu erhöhen. Diese Eigenschaft erreiche der Film besonders durch das fließende Erfassen von Zustandswechseln, etwa durch das mimische und gestische Spiel von Schauspielern oder durch Änderungen von Lichtsituationen. Ansonsten flüchtige Eindrücke werden so durch die Mittel des Films intensiviert, mit neuen Bedeutungen abseits ihrer eigentlichen Profanität belegt und in „magische“ Kinobilder umgewandelt.
Bildgestalterische Mittel wie Beleuchtung, Zeitlupe und Zeitraffer, Bildkomposition und Nachbearbeitungen dienen zur Erreichung des Photogénie. Beispielhaft zu nennen sind etwa die Bilder von nackten, verschlungenen Körpern in Alain Resnais Hiroshima, mon amour (1959), die durch geschickte Beleuchtung der Hautoberfläche „an eine sanft geschwungene Wüstenlandschaft und zugleich an Leiber, die sich in Asche auflösen“ erinnern, so Michelle Koch. In Anthony Minghellas Der englische Patient (1996) formten sich etwa „die Rundungen der überflogenen Wüste durch den besonderen Einfall des Sonnenlichts zu einem weichen, sinnlichen Frauenkörper.“  Als Meister des Photogénie gilt Michelangelo Antonioni, der in seiner Motivwahl stets die ästhetischen Reize und Bedeutungszuweisungen des abgebildeten Objekts erhöhte und erweiterte. Auch in Godfrey Reggios Koyaanisqatsi (1983) gelingt nach Kochs Meinung das Photogénie, eine Neuinterpretation der abgebildeten Naturgewalten durch Verlangsamung und Beschleunigung der Filmbilder.